# Jaume Padró i Ferrer
Jaume Padró i Ferrer (Reus, 4 de setembre de 1826 - Barcelona, juny de 1911) va ser un comerciant i dibuixant català.
Fill de Jaume Padró, un manresà instal·lat a Reus al final de la guerra del francès, va dedicar-se al comerç de teixits. Afiliat primer al partit Liberal, a la revolució de 1868 es va adherir al Partit Republicà Federal i va ser membre de les dues Juntes Revolucionàries de Reus. Més tard va militar a les files de Castelar al Partit Possibilista, i va tenir càrrecs als comitès del partit, a l'Ajuntament i a la Diputació Provincial. Després de la Restauració de 1874 es va apartar de la política, encara que el 1879 formava part del Comitè Democràtic Possibilista de Reus juntament amb Felip Font, Joan Vilella Llauradó, Marià Grases, Teodor Salvadó i altres quan Josep Güell i Mercader en va ser apartat, un Comitè que volia impulsar la reorganització del partit a Reus i a la comarca.
Aficionat a l'astronomia, cap al 1865 va descobrir Camille Flammarion, i en va ser divulgador de les seves teories espiritistes, cosa que va despertar un cert escepticisme entre els seus conciutadans. Però Padró destacava per la seva qualitat de dibuixant, sobretot pel retrat. Tenia gran habilitat per dibuixar les persones, i prenia apunts al carrer si veia personatges interessants. Segons Eduard Toda «tot Reus passà per les carteres d'apunts d'en Padró, és a dir, los personatges del dia i las notabilitats del carrer». Alguns dels seus retrats s'han conservat.
Va ser president del Centre de Lectura de Reus. El 1884 va ser un dels signants del document fundacional de l'Associació Catalanista de Reus. Va morir a Barcelona als 84 anys.